# Ichneumon sheldonae
Ichneumon sheldonae is een vliesvleugelig insect (orde Hymenoptera) uit de familie van de gewone sluipwespen (Ichneumonidae). De wetenschappelijke naam van de soort werd in 2016 door Rebecca Kittel gepubliceerd als nomen novum voor Ichneumon xanthomelas Gmelin, 1790: 2722 non Ichneumon xanthomelas Gmelin, 1790: 2709 (Johann Friedrich Gmelin gaf de naam in dezelfde publicatie aan twee verschillende soorten).
De naam eert Lilian Sheldon (1862–1942), een Engels zoöloge.